# Anton Gill
Anton Gill (Ilford (Essex), 22 de outubro de 1948) é um escritor inglês de ficção histórica e não-ficção. Assina obras também com os pseudônimos: Ray Evans e Antony Cutler, a série de livros Assassin's Creed ele assina com o pseudônimo: Oliver Bowden.

## Vida pessoal
Ele nasceu em Ilford, Essex, e estudou na Clare College, Cambridge. Ele começou a escrever profissionalmente em 1984, depois de quinze anos no teatro. Seus livros vão de história contemporânea, biografia e ficção, e até agora ele já publicou mais de quarenta deles. Ele vive em Londres com sua esposa, a atriz Marji Campi. Fora escrever, seus principais interesses são viagens e arte.

## Obras
- The Hanging Gale (1995) (como Ray Evans)
- The Sacred Scroll (2012) O Pergaminho Sagrado (Record, 2014)
- City of Gold (2013)
- The Accursed (2013) (como Antony Cutler)
- Into Darkness (2014)

### SérieEgyptian Mystery
- City of the Horizon (1991)
- City of Dreams (1993)
- City of the Dead (1993)
- City of Lies (2015)
- City of Desire (2015)
- City of the Sea (2015)

### Não-ficção
- Mad About the Boy (1984)
- Martin Allen is Missing (1984)
- How to Be Oxbridge (1985)
- Croquet, the Complete Guide (1986)
- The Journey Back from Hell (1988)
- Berlin to Bucharest (1990)
- A Dance Between Flames (1993)
- The Great Escape (1994)
- An Honourable Defeat (1994)
- Ruling Passions (1995)
- The Devil's Mariner (1997)
- Last Talons of the Eagle (1998) (com Gary Hyland)
- Extinct (2001) (com Alex West)
- Peggy Guggenheim: The Life of an Art Addict (2001) Peggy Guggenheim - A Vida de uma Viciada em Artes (Globo livros, 2005)
- Il Gigante (2002)
- The Egyptians (2003)
- Trace Your Family History Back to The Tudors (2006)
- Empire's Children (2007)
- Gateway of the Gods (2008)
- Titanic (2010)
- David Stirling (2015)

## Assassin's Creed- como Oliver Bowden
- Assassin's Creed: Renaissance, (2009) Assassin's Creed: Renascença
- Assassin's Creed: Brotherhood, (2010) Assassin's Creed: Irmandade
- Assassin's Creed: The Secret Crusade, (2011) Assassin's Creed: A Cruzada Secreta
- Assassin's Creed: Revelations, (2011) Assassin's Creed: Revelações
- Assassin's Creed: Forsaken, (2012) Assassin's Creed: Renegado
- Assassin's Creed: Black Flag, (2013) Assassin's Creed: Bandeira Negra
- Assassin's Creed: Unity, (2014) Assassin's Creed: União
- Assassin's Creed: Underworld, (2015) Assassin's Creed: Submundo
- Assassin's Creed, Origins: Desert Oath, (2017) Assassin's Creed, Origins: Juramento do Deserto